# Anne Fontaine (Schriftstellerin)
Anne Fontaine, Pseudonym für Édith Pfund-Ramelet (* 8. November 1908 in Lausanne; † 27. April 2004 ebd.) war eine Schweizer Schriftstellerin.

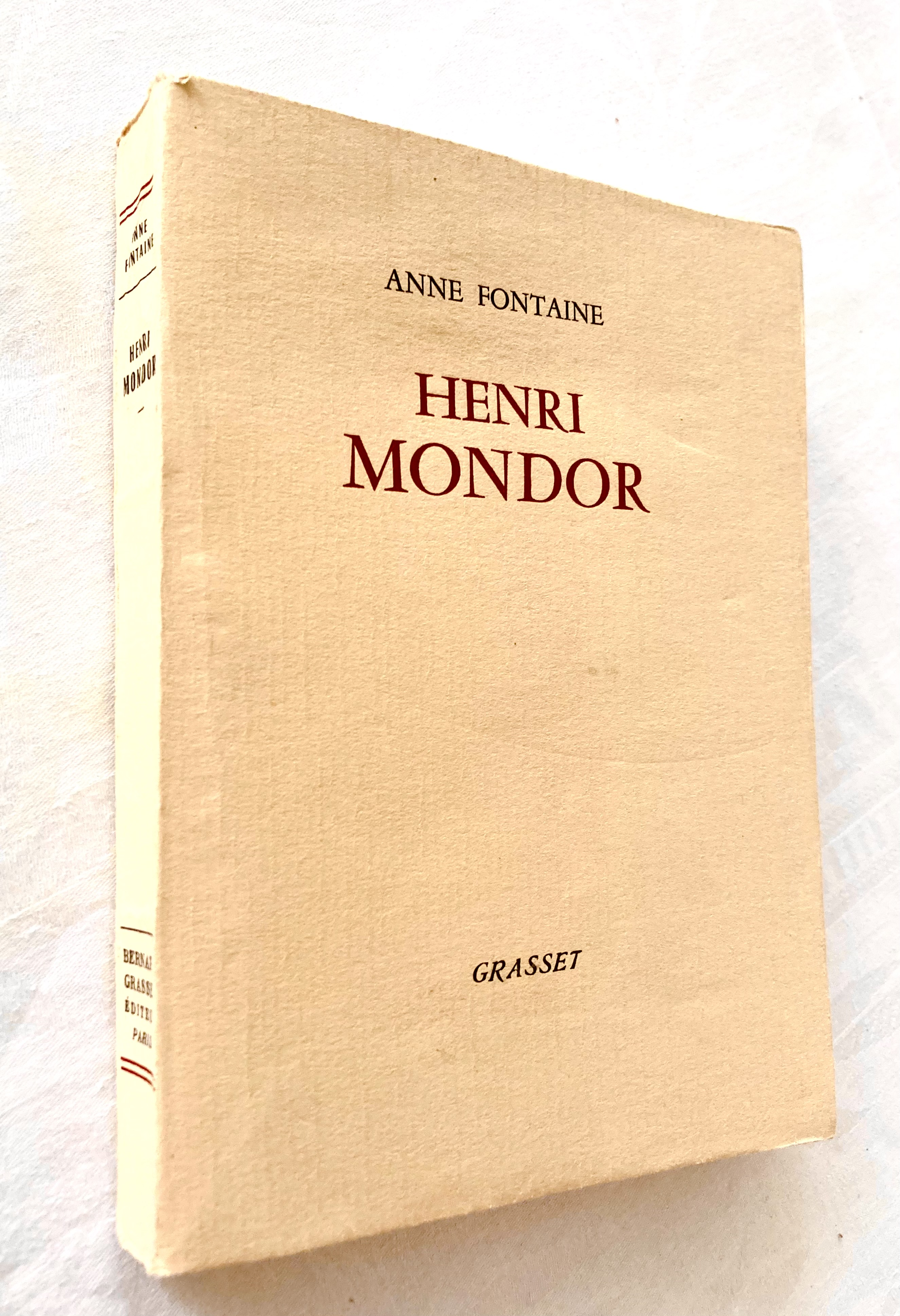
Henri Mondor, Anne Fontaine, Éditions Bernard Grasset, Paris 1960

## Leben
Anne Fontaine wuchs in Lausanne auf. Als Dichterin und Prosaschriftstellerin war sie von der Tradition der französischen Lyrik inspiriert. Ihre Gedichte, Erzählungen und Essays erschienen in Frankreich und in der Schweiz.
Sie heiratete 1934 den Schweizer Juristen, Lyriker und Diplomaten Walter Pfund. Der Ehe entsprang 1943 die Tochter Diane. 

## Auszeichnungen
- 1947: Prix de poésie der Académie française für Prismes
- 1950: Prix Caroline-Jouffroy-Renault der Académie française für Le Premier Jour
- 1984: Prix des écrivains vaudois

## Werke

### Lyrik
- Prismes. Éditions Egloff, Freiburg i. Üe. 1947.
- Cantate des Objets Perdus. Egloff, Freiburg 1947.
- Nausicaa. Egloff, Freiburg 1948.
- Le Premier Jour. Éditions Bernard Grasset, Paris 1950.
- Le Cerf-volant. Grasset, Paris 1953.
- L’Oiseleur. Grasset, Paris 1954.

### Prosa
- Par-dessus la haie. Grasset, Paris 1952.
- L’Aubier sous l’écorce. Vorwort von Alice Rivaz. Éditions de l’Aire, Lausanne 1983.
- Ophélie ou les intermittences du cœur. L’Aire, Lausanne 1984.
- Pour des millions d’années. L’Aire, Lausanne 1987.

### Essays
- L’Herbier d’Armand Godoy. Egloff, Freiburg 1949.
- Delacroix poète. Grasset, Paris 1953.
- Armand Godoy. Grasset, Paris 1959.
- Henri Mondor. Grasset, Paris 1960.
- A comme Amour. Éditions Marguerat, Lausanne 1977.
- La Petite Seconde. Vorwort von Georges Borgeaud. L’Aire, Lausanne 1980.